# Big Dreamers Never Sleep
Big Dreamers Never Sleep è un album del cantautore canadese Gino Vannelli, pubblicato dall'etichetta discografica Dreyfus nel 1987.
L'album è disponibile su long playing, musicassetta e compact disc. Roy Freedland e lo stesso interprete firmano tutti i brani, fra i quali i primi due vedono il contributo anche di Joe e Ross, fratelli dell'artista, insieme al quale producono il lavoro.
Dal disco vengono tratti i singoli Wild Horses (brano di punta dell'album), In the Name of Money e Persona non grata.

## Tracce

### Lato A
1. In the Name of Money
2. Time Out
3. Wild Horses
4. Young Lover
5. Down with Love

### Lato B
1. Persona non grata
2. Something Tells Me
3. Shape Me Like a Man
4. King for a Day